# Председнички избори у САД 2016.
Председнички избори у САД 2016. одржани су 8. новембра 2016. године, ово су били 58 по реду председнички избори, главни претенденти су били; испред Републиканске странке Доналд Трамп и Мајк Пенс односно Хилари Клинтон и Тим Кејн испред демократа.
Серија председничких страначких (тзв. примарних) избора се одржала од 1. фебруара до јуна 2016. године у свим савезним државама, Дистрикту Колумбији и америчким територијама. Овај процес предлагања је такође индиректни избор, где бирачи гласају за делегате за именовање кандидата из неке политичке партије на конвенцијама, који бирају председничког кандидата своје странке.

## Позадина
Члан 2 Устава САД предвиђа да лица која буду изабрана и служила као амерички председник, морају бити рођени грађани Сједињених Држава, имати најмање 35 година и бити становник Сједињених Држава најмање 14 година. Кандидати за председника обично траже именовање једне од политичких партија у Сједињеним Државама, које буду осмислиле свој начина (кроз примарне изборе) да изаберу најбољег кандидата своје партије. Примарнии избори су углавном индиректни, у којима бирачи бирају делегате који обећавају да ће подржати одређеног кандидата. Општи избори у новембру су директни избори, где се гласа за чланове Изборног колегијума, који за узврат директно бирају председника и потпредседника.
Актуелни председник Барак Обама, демократа и бивши сенатор из Илиноиса, нема право да тражи реизбор на трећи мандат због ограничења у 22. амандману; његов мандат истиче 20. јануара 2017. године. На изборима 2008. године, Обама је изабран за председника победивши републиканског кандидата Џона Мекејна, сенатора из Аризоне. На изборима 2016. године бираће се, уколико председник Обама и потпредседник Џо Бајден одслуже до краја мандата, 45. председник и 48. потпредседник Сједињених Држава.

### Средњорочки избори 2010. године
У изборима одржаним 2010. године, Демократска странка претрпела је значајне губитке у Конгресу: Републиканци добијају 63 места у Представничком дому и шест мандата у Сенату. Џон Боенер постаје 53. председник Представничког дома. Обама постаје први председник у последњих 16 година који губи Представнички дом у првој половини свог мандата.

### Председнички избори 2012. године
На председничким изборима 2012. године, актуелни председник Барак Обама је победио бившег гувернера Масачусетса Мита Ромнија са 332 гласа од 538, са 61,7%. У међувремену, републиканци су задржали већину у Представничком дому упркос мањим губицима, док су демократе повећале своју већину у Сенату.
Спекулација о изборима 2016. године, почела је одмах након избора. Истог дана, Политико је издао чланак предвиђајући Хилари Клинтон и Џеба Буша као потенцијалне кандидате на председничким изборима 2016, док је Њујорк Тајмс предвидео Криса Кристија и Кори Букера као потенцијалне кандидате.

### Средњорочни избори 2014. године
На изборима одржаним 2014. године, на биралиште је изашло најмање гласача у последњих 70 година: само 34,4% грађана са правом гласа. Као резултат избора, републиканци задржавају контролу над Представничким домом и повећавају већину највећу од 1928. године. Републиканци такође добијају већину у Сенату и преузимају Конгрес. Што се тиче гувернера, републиканци добијају још два гувернера и контролишу 31 намесништво.

## Демократска странка
Бивша државна секретарка Хилари Клинтон, која је служила у Сенату и била 42. Прва дама Сједињених Држава, постала је први велики демократа који је објавио кандидатуру за председника 12. априла 2015. године путем видео поруке. Иако националне анкете из 2015. указују да је она апсолутни фаворит за демократску председничку номинацију 2016. године, она се суочила са Бернијем Сандерсом, сенатором из Вермонта. Сандерс постаје други кандидаат објавом кандидатуре за демократску номинацију 30. априла 2015. године. Анкете из септембра 2015. указују да се разлика између Клинтонове и Сандерса смањује. Бивши гувернер Мериленда Мартим O`Мали 30. маја 2015. постаје трећи кандидат који улази у трку. Линколн Ћајфи, бивши независни гувернер и републикански сенатор из Роуд Ајланда најављује своју кандидатуру 3. јуна 2015. године. Бивши гувернер Вирџиније Џим Веб најављује своју кандидатуру 2. јула 2015. године. Професор права на Харварду, Лавренције Лесиг објављује своју кандидатуру 6. септембра 2015. године. 20. октобра, Џим Веб најављује повлачење из демократске кампање и разматра независну кампању. Бивши сенатор из Делавера и актуелни потпредседник Сједињених Држава, Џо Бајден 21. октобра одлучује да се неће кандидовати и тиме прекида вишемесечна предвиђања његове кандидатуре. Линколн Ћајфи повлачи се 23. октобра, наводећи да се нада "окончању бескрајних ратова и почетку нове ере за САД." Лавренције Лесиг повукао се 2. новембра. У веома уској трци, Хилари Клинтон побеђује на кокусима у Ајови 1. фебруара 2016. године за мање од једног процента; Мартин О`Мали повукао се из кампање. Берни Сандерс осваја Њу Хемпшир са 60% гласова у одосу на Клинтонову са 38%. У Невади, Хилари Клинтон побеђује са 53% у односу на Сандерса са 48%. Секретарка Клинтон побеђује на кључним изборима у Јужној Каролини 27. фебруара са нешто више од 73% гласова. 1. марта, једанаест држава гласало је на "Супер уторку"; Клинтонова је однела победе у: Алабами, Арканзасу, Џорџији, Масачусетсу, Тенесију, Тексасу и Вирџинији, освојивши 504 делегата, док је Сандерс победио у Колораду, Минесоти, Оклахоми и Вермонту и освоио је 340 делегата.

### Кандидати
| Kандидат Демократске странке.               |
| Хилари Клинтон                              |
|                                             |
| 67. Америчка државна секретарка (2009–2013) |
| Кампања                                     |
| [ 33 ] [ 34 ] [ 35 ]                        |

### Одустали кандидати
- Cенатор
 Берни Сандерс 
 Вермонт
- Бивши гувернер
 Мартин О`Мали 
 Мериленда
- Харвардски професор
Лоренс Лесиг
 из Масачусетса
- Бивши гувернер
 Линколн Ћајфи 
 Роуд Ајланда
- Сенатор
 Џим Веб
 из Вирџиније

- Џим Веб, бивши амерички сенатор (2007–2013). Суспендовао кампању 20. октобра 2015. године.[36]
- Линколн Ћајфи, 74. гувернер Роуд Ајланда (2011–2015) и бивши амерички сенатор (1999–2007). Суспендовао кампању 23. октобра 2015. године.[37]
- Лавренције Лесиг, професор права на Харварду. Суспендовао кампању 2. новембра 2015. године.[30]
- Мартин О`Мали, 61. гувернер Мериленда (2007–2015). Суспендовао кампању 1. фебруара 2016. године.[38]
- Берни Сандерс, 74. Сенатор из Вермонта (2007–тренутно) Суспендовао кампању 12. јула 2016. године.[39][40]

## Републиканска странка
Амерички сенатор из Тексаса Тед Круз постао је први велики кандидат републиканске странке на председничким изборима 2016. године, објавивши своју кандидатуру 23. марта 2015. године. Сенатор из Кентакија Ранд Пол постао је следећи кандидат који је кандидатуру објавио 7. априла 2015. године. Сенатор са Флориде Марко Рубио објављује кандидатуру 13. априла а пословна жена Карли Фјорина 4. маја 2015. године. Бивши гувернер Арканзаса и председнички кандидат 2008. године, Мајк Хакаби кандидује се следећи дан. Председнички кандидат 2012. године и бивши сенатор из Пенсилваније Рик Санторум објављује своју кандидатуру 27. маја 2015. године. 28. маја кандидатуру објављује бивши гувернер Њујорка Џорџ Патаки. Линдзи Грејем, сенатор из Јужне Каролине, своју председничку кампању је покренуо 1. јуна. Бивши гувернер Тексаса Рик Пери, који је водио на изборима 2012, саопштио је 4. јуна да се поново кандидује. Бивши гувернер Флориде, Џеб Буш, придружио се републиканским председничким кандидатима 15. јуна. Амерички бизнисмен и ТВ водитељ ријалитија Доналд Трамп кандидовао се 16. јуна. Боби Џиндал, одлазећи гувернер Луизијане, објавио је своју кандидатуру 24. јуна. Гувернер Њу Џерзија Крис Кристи кандидовао се 30. јуна. Гувернер Висконсина Скот Волкер објављује своју кандидатуру 13. јула. Гувернер Охаја Џон Кејсик улази у председничку трку 21. јула. Бивши гувернер Вирџиније Џим Гилмор био је последњи републикански кандидат који је ушао у председничку трку, што је учинио 30. јула 2015. године.
11. септембра 2015. године, Рик Пери повукао се из трке. Скот Волкер повлачи се 21. септембра, Боби Џиндал одлази 17. новембра, Линдзи Грејем одустаје 21. децембра, Џорџ Патаки повукао се 29. децембра а Мајк Хакаби излази 1. фебруара. Рик Санторум и Ранд Пол суспендују своје кампање 3. фебруара 2016. године.
Тед Круз је 1. фебруара освојио ајовски кокус, оставивши за собом Доналда Трампа на другом а Марка Рубија на трећем месту. Трамп је освојио све остале изборе у фебруару: Њу Хемпшир, Јужну Каролину и Неваду. Крис Кристи и Карли Фјорина повукли су се 10. фебруара зато што нису освојили много гласова на изборима у Ајови и Њу Хемпширу. Џим Гилмор се повукао 12. фебруара. Џеб Буш се повлачи 20. фебруара јер је добио веома малу подршку у Ајови и Јужној Каролини. 1. марта 11 држава је гласало на тзв. "Супер уторку". Док је сенатор Рубио остварио своју прву победу у Минесоти и сенатор Круз у Аљасци, Оклахоми и родном Тексасу; Доналд Трамп излази као победник у: Алабами, Арканзасу, Џорџији, Масачусетсу, Тенесију, Вермонту и Вирџинији, освојивши 237 делегата те ноћи, постаје фаворит за републиканску номинацију. Бен Карсон је суспендовао своју кампању 4. марта јер је лоше прошао на "Супер уторку". 6. марта, Круз осваја Канзас и Мејн а Трамп Луизијану и Кентаки. Рубио осваја Порторико 6. марта. 8. марта, Трамп је освојио Мичиген, Мисисипи и Хаваје, док Круз осваја Ајдахо. Након пораза у својој родној држави Флороди, Марко Рубио суспендује своју кампању 15. марта.

### Кандидати
| Kандидат Републиканске странке.         |
| Доналд Трамп                            |
|                                         |
| Директор Трамп организације (1971–2017) |
| Кампања                                 |
| [ 62 ] [ 63 ] [ 64 ]                    |

### Одустали кандидати
- Бивши гувернер
Џон Кејсик
Охаја
- Сенатор
Тед Круз
из Тексаса
- Сенатор
Марко Рубио
из Флориде
- Пензионисани неурохирург
Бен Карсон
из Мериленда
- Бивши гувернер
Џеб Буш
Флориде
- Бивши гувернер
Џим Гилмор
Вирџиније
- Пословна жена
Карли Фјорина
из Вирџиније
- Гувернер
Крис Кристи
Њу Џерзија
- Сенатор
Ранд Пол
из Кенакија
- Бивши сенатор
Рик Санторум
из Пенсилваније
- Бивши гувернер
Мајк Хакаби
Арканзаса
- Бивши гувернер
Џорџ Патаки
Њујорка
- Сенатор
Линдзи Грејем
из Јужне Каролине
- Бивши гувернер
Боби Џиндал
Луизијане
- Гувернер
 Скот Волкер
 Вискансина
- Бивши гувернер
 Рик Пери
 Тексаса

- Рик Пери, 47. гувернер Тексаса (2000–2015). Суспендовао кампању 11. септембра 2015. године и подржао Теда Круза.[65][66]
- Скот Волкер, 45. гувернер Висконсина (2011–тренутно). Суспендовао кампању 21. септембра 2015. године.[67]
- Боби Џиндал, 55. гувернер Луизијне (2008–2016). Суспендовао кампању 17. новембра 2015. године и подржао Марка Рубија.[68]
- Линдзи Грејем, сенатор из Јужне Каролине (2003–тренутно). Суспендовао кампању 21. децембра и подржао Џеба Буша, а касније Теда Круза.[69][70][71][72]
- Џорџ Патаки, 53. гувернер Њујорка (1995–2006). Суспендовао кампању 29. децембра 2015. године и подржао Марка Рубија.[73][74][75]
- Мајк Хакаби, 44. гувернер Арканзаса (1996–2007). Суспендовао кампању 1. фебруара 2016. године.[76][77][78]
- Ранд Пол, Сенатор из Кентакија (2011–тренутно). Суспендовао кампању 3. фебруара 2016. године.[79][80]
- Рик Санторум, бивши сенатор из Пенсилваније (1995–2007). Суспендовао кампању 3. фебруара и подржао Марка Рубија.[81][82][83]
- Карли Фјорина, пословна жена из Вирџиније. Суспендовао кампању 10. фебруара 2016. године[84][85] и подржала Теда Круза 9. марта.[86]
- Крис Кристи, 55. гувернер Њу Џерзија (2010–тренутно). Суспендовао кампању 10. фебруара 2016. године[84][87][88] и подржао Доналда Трампа 26. фебруара.[89]
- Џим Гилмор, 68. гувернер Вирџиније (1998–2002). Суспендовао кампању 12. фебруара 2016. године.[59]
- Џеб Буш, 43. гувернер Флориде (1999–2007). Суспендовао кампању 20. фебруара 2016. године[90][91] и подржао Теда Круза 23. марта.[92]
- Бен Карсон, пензионисани неурохирург из Мериленда. Суспендовао кампању 4. марта 2016. године[93][94] и подржао Доналда Трампа 10. марта.[95]
- Марко Рубио, сентор из Флориде (2011–тренутно). Суспендовао кампању 15. марта 2016. године.[96]
- Тед Круз, сентор из Тексаса (2013–тренутно). Суспендовао кампању 3. маја 2016. године.
- Џон Кејсик, гувернер из Охаја (2011–тренутно). Суспендовао кампању 4. маја 2016. године.

## Резултати
| Кандидат         | Странка                 | Гласови     | Гласови  | Изборници |
| Кандидат         | Странка                 | Број        | Проценат | Изборници |
| ---------------- | ----------------------- | ----------- | -------- | --------- |
| Доналд Трамп     | Републиканска странка   | 62.984.828  | 46,09%   | 304 (306) |
| Хилари Клинтон   | Демократска странка     | 65.853.514  | 48,18%   | 227 (232) |
| Гари Џонсон      | Либертаријанска странка | 4.489.341   | 3,28%    | 0         |
| Џил Стејн        | Зелена странка          | 1.457.218   | 1,07%    | 0         |
| Еван Мекмулин    | Независан               | 731.991     | 0,54%    | 0         |
| Дарел Кестл      | Уставна странка         | 203.090     | 0,15%    | 0         |
| Берни Сандерс    | Независан               | 111.850     | 0,08%    | 1 (0)     |
| Џон Кејсик       | Републиканска странка   | 2.684       | 0,00%    | 1 (0)     |
| Рон Пол          | Либертаријанска странка | 124         | 0,00%    | 1 (0)     |
| Колин Пауел      | Републиканска странка   | 25          | 0,00%    | 3 (0)     |
| Феит Спотед Игл  | Демократска странка     | 0           | 0,00%    | 1 (0)     |
| Остали кандидати | Остали кандидати        | 834,611     | 0,61%    | —         |
| укупно           | укупно                  | 136.669.276 | 100%     | 538       |